# Cabdill capnegre
El cabdill capnegre (Todirostrum nigriceps) és un ocell de la família dels tirànids (Tyrannidae).

## Hàbitat i distribució
Habita boscos i matolls de les terres baixes, de Costa Rica, sobre tot el Carib, Panamà, oest i nord de Colòmbia, oest de Veneçuela i oest de l'Equador.